# 致敬 (艺术)

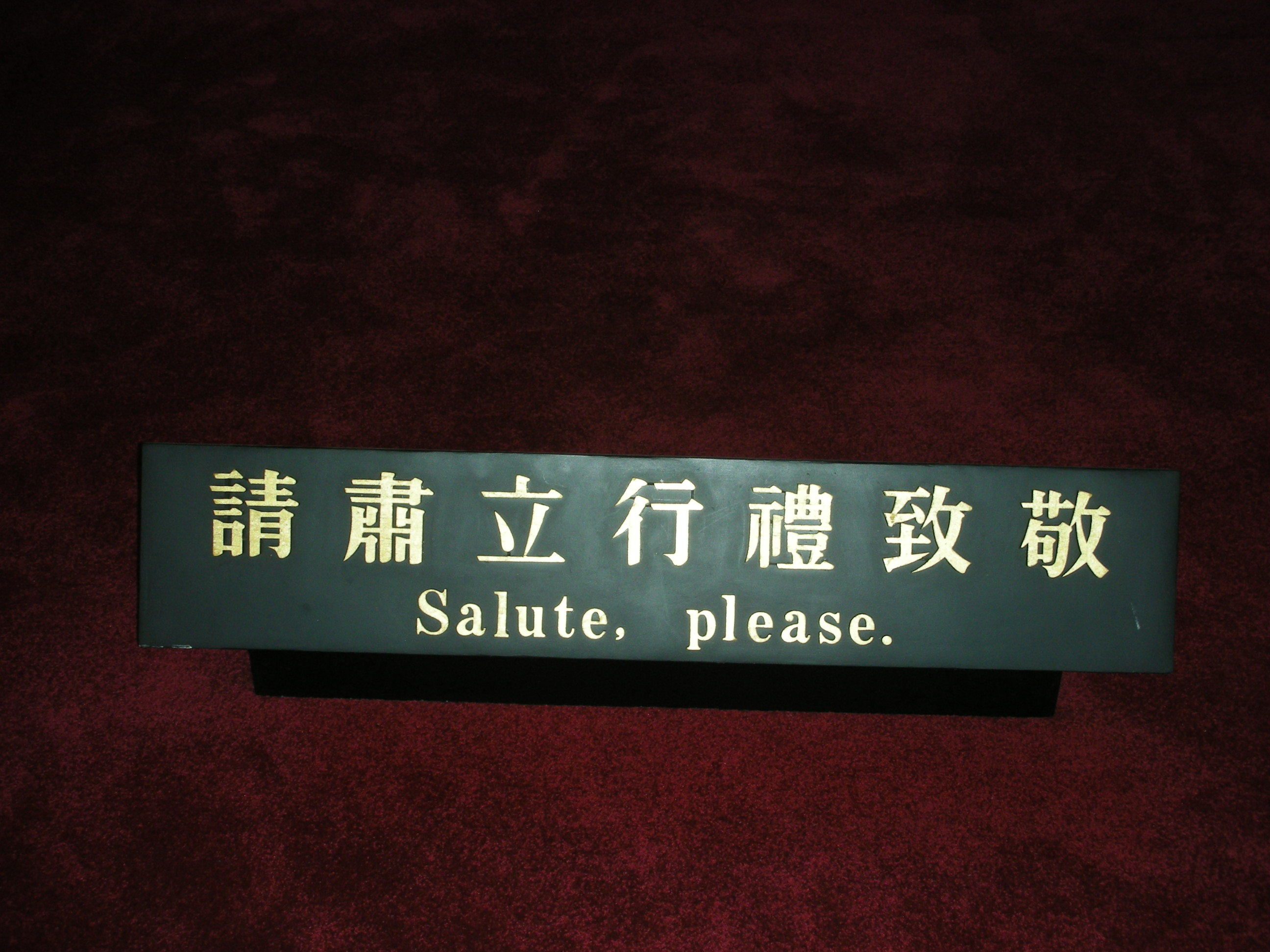
国父纪念馆内的指示

致敬是指向某人或事物表達對其的敬意。

## 艺术
在藝術創作中，致敬指刻意採用之前作品中的相同要素來表示對其貢獻的敬意。
需要注意的是，致敬跟也是採用相同要素的戏仿有所不同，所採用的要素並不專為幽默或嘲弄而存在（但這種情況會發生在搞笑作品間的致敬）。但兩者亦屬二次創作；另外，致敬亦不是抄襲，以致敬做為抄襲的藉口會受到各方批評。致敬在主觀意圖上對原創者表示敬意，不掩藏其靈感來源。致敬會有熟悉感，但不至於為前作的翻版。然而，該分別偶爾會不明確而引起爭議。